# Бриллиантовые псы
«Бриллиантовые псы» — канадско-китайский боевик 2007 года режиссёра Сэмюэля Долхаски, в титрах не указан, сорежиссёром выступил Дольф Лундгрен, который также снялся в фильме. Фильм был выпущен на DVD в США 29 апреля 2008 года

## Сюжет
Бывший американский морпех Ксандер Ронсон живёт в Китае. Он задолжал кучу денег и, чтобы заработать, Ронсон сражается в нелегальных боях без правил, но полученных денег не хватает для того, чтобы отдать долг. Однако выход есть — вдали от прогресса и современной цивилизации, где-то на границе между Китаем и Монголией существует древнейший артефакт, который хочет заполучить мультимиллионер Чемберс. Он берёт с собой дочь Анику, снаряжает отряд добровольцев-помощников, вербует Ронсона в проводники-телохранители и отправляется в путь. Чемберсу невдомёк, что этот артефакт интересует и злодея Жукова, главаря банды головорезов…

## В ролях
| Актёр          | Роль             |
| -------------- | ---------------- |
| Дольф Лундгрен | Ксандер Ронсон   |
| Юй Нань        | Аника            |
| Райчо Василев  | Жуков            |
| Сюэ Зурэнь     | Энг Шоу          |
| Уильям Шрайвер | Чемберс          |
| Чжан Чуньнянь  | Повязка на глазу |